# Вестник Уфы
Вестник Уфы — общественная, политическая, литературная газета на русском языке, выходившая ежедневно в Уфе в 1906—1910 гг.
Редактор-издатель И. А. Трубников. Также называется имя редактора Александра Федоровича Ницы (1870—1918)

## История
«Библиография периодических изданий России» разделяет «Вестник Уфы» и «Уфимский вестник»:
Газета приостановлена определением Уфимского окружного суда. — Взамен подписчикам рассылалась возобновившаяся газ. «Уфимский вестник» (см. № 8949).
Башкирская энциклопедия пишет, что
«Уфимский вестник» после запрета на выпуск и ареста редакторов с начала 1907 выходит как «Вестник Уфы»; с нояб. 1910 прежнее название.

## График выхода в XX веке
1906 № 1 (14-XII) — № 12 (30-XII)
1907 № 1 (1-I) — № 280 (30-XII)
1908 № 1 (1-I) — № 270 (31-XII)
1909 № 1 (1-I) — № 279 (30-XII)
1910 № 1 (1-I) — последний № 238 (2-XI).

## Содержание
В 1907—1909 нерегулярно печатались прибавления с очередным газетным материалом и телеграммами.

## Изучение
В. В. Пугачёв в докторской диссертации «Уфимская книжность. Эволюция газетного, журнального, типографского и книжного дела» среди основных источников исследования назвал газеты и журналы Уфимской губернии: «Оренбургские губернские ведомости», «Уфимские губернские ведомости», «Уфимский край», «Уфимский вестник», «Уфимская жизнь», «Вестник Уфы», «Уфимская земская газета», «Заволжский летописец», «Пчела», «Мозаика», «Лига», «Листок белого цвета», «Вестник Оренбургского учебного округа», «Уфимские епархиальные ведомости», «Известия Центросоюза», «Белебеевский сельскохозяйственный листок», «Справочный листок Белебеевского уездного земства», «Сеятель», «Уфимский листок объявлений и извещений», «Уфимский справочный листок».